# Helotiaceae
Die Helotiaceae  bilden eine Familie der Pilze innerhalb der Ordnung der Helotiales. 

## Merkmale
Die Helotiaceae bilden als Fruchtkörper kleine bis mittelgroße scheibenförmige oder becherförmige Apoothecien aus, die oft lebhaft gefärbt sind. Das Excipulum besteht aus parallelen oder miteinander verwobenen Hyphen mit mehr oder weniger entfernt stehenden Septen. Die Schicht zwischen den Schläuchen besteht aus einfachen Paraphysen. Die Schläuche selber sind im Normalfall dünnwandig und zylindrisch, und an der Spitze nicht wesentlich verdickt mit einem kleinen aber unterscheidbaren amyloiden (mit Jod anfärbbaren) oder inamyloiden apikalen Ring. Die Ascosporen sind klein, elliptisch oder gestreckt und können septiert oder unseptiert sein. 
Ein Stroma wird normalerweise nicht gebildet. Nebenfruchtformen kommen nur bei wenigen Gattungen vor; wenn vorhanden, sind sie aber sehr mannigfaltig.

## Ökologie
Helotiaceae sind weit in tropischen und gemäßigten Gebieten verbreitet. Die meisten Arten sind saprotroph auf krautigen oder holzigen Pflanzen. Manche Arten leben auch auf anderen Pilzen. Es kommen auch Pflanzenschädlinge vor, die wirtschaftliche Schäden verursachen, so zum Beispiel Gremmeniella abietina auf Kiefern oder der Rote Brenner im Weinbau. Mehrere Arten bilden eine Mykorrhiza.

## Systematik
Heinrich Rehm beschrieb die Familie 1886 als Helotiae. Gustav Lindau verwendete als erster 1893 den Namen Helotiaceae. Die ehemalige Typusgattung Helotium ist inzwischen aufgeteilt, der Name Helotiaceae ist daher ein nomen conservandum. Die Familie war polyphyletisch und bildete zumindest acht Kladen. 
2007 gehörten 92 Gattungen zur Familie. Inzwischen wurden viele zu anderen Familien wie zu den Cenangiaceae, Gelatinodiscaceae, Micraspidaceae oder Tympanidaceae gestellt. Es gehören noch folgende Gattungen (mit ausgewählten Arten) zu den Helotiaceae:
- Ascoconidium  mit drei Arten
- Bisporella mit 19 Arten
  - Zitronengelbes Reisigbecherchen (Bisporella citrina)
- Bryoscyphus mit 19 Arten
- Calycella mit nur einer Art
- Cudoniella mit 31 Arten
- Cyathicula mit 30 Arten
- Dicephalospora mit vier Arten
- Dimorphospora mit einer Art
- Discorehmia mit fünf Arten
- Eubelonis mit zwei Arten
- Filosporella mit sechs Arten
- Geniculospora mit zwei Arten
- Glarea mit zwei Arten
- Gloeotinia mit zwei Arten
- Graddonia mit sieben Arten
- Gremmenia mit zwei Arten
- Helicodendron mit drei Arten
- Nagelbecherchen (Hymenoscyphus) mit 170 Arten
- Hymenotorrendiella mit neun Arten
- Muscicola mit einer Art
- Mycofalcella mit zwei Arten
- Mytilodiscus mit einer Art
- Neocrinula mit zwei Arten
- Phaeohelotium mit 41 Arten
- Pithyella mit acht Arten
- Pseudoniptera mit 25 Arten
- Roesleria mit vier Arten
- Scytalidium mit 30 Arten
- Symphyosirinia mit sechs Arten
- Symphyosirinia mit sechs Arten
- Tatraea mit zwei Arten
- Xylogramma mit 18 Arten